# محمد ناجي المحلاوي
محمد ناجى المحلاوي (6 مايو 1917 - 25 أغسطس 1978)، طبيب كلى مصري، ورئيس جامعة عين شمس الأسبق. وحاصل على وسام الجمهورية من الدرجة الأولى ووسام الاستحقاق من الدرجة الثالثة والدرجة الرابعة.

## مولده ونشأته
ولد محمد ناجى المحلاوي في 6 مايو 1917م. في  مدينة القاهرة، توفي أبوه وهو لم يزل صغيرًا. والده هو الشيخ محمد المحلاوي من كبار علماء الأزهر (حاصل على عالمية الأزهر) وعضو بهيئة كبار علماء الأزهر الأولى في عهد الخديوي عباس حلمي الثاني، والدته رقية نصر العادلي ابنة الشيخ نصر العادلي رئيس المصححين في المطبعة الأميرية.

## تخصصه في أمراض الباطنة العامة

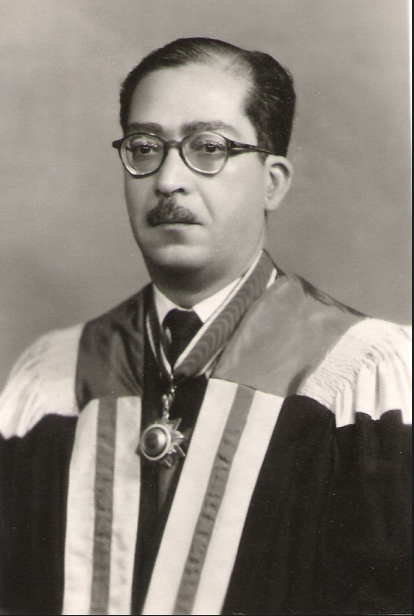
محمد ناجي المحلاوي

تخرج المحلاوي في كلية طب جامعة القاهرة سنة 1940، ثم عمل طبيبًا مقيمًا للأمراض الباطنة، ثم معيدًا بكلية الطب جامعة القاهرة سنة 1945. عمل مدرسًا للأمراض الباطنة بطب قصر العيني من فبراير 1947، وانتدب للتدريس بكلية طب عين شمس سنة 1948. وفي مارس 1950، نُقل المحلاوي مدرسًا بكلية طب عين شمس، ثم عُين بها أستاذًا مساعدًا في يناير 1951، ثم أستاذًا لكرسي الأمراض الباطنة في ديسمبر 1959. عين أستاذًا متفرغًا بكلية الطب بجامعة عين شمس من سن المعاش في مايو 1977 حتى وفاته.

## مناصب
عين المحلاوي وكيلاً لكلية الطب للدراسات العليا في سبتمبر 1965، ثم عميدًا لها في يوليو 1967. ثم عين وكيلًا لجامعة عين شمس للدراسات العليا والبحوث في سبتمبر 1969 وجُدد التعيين في سبتمبر 1973. ثم عين رئيسًا لجامعة عين شمس من مايو 1974 حتى بلغ سن المعاش في مايو 1977.

## التكريم والأوسمة
- وسام الإستحقاق من الطبقة الأولى[5] (1977)
- وسام الاستحقاق من الدرجة الثالثة (1960)
- وسام الاستحقاق من الدرجة الرابعة
- نُشر اسمه في دليل أطباء الكلى الصادر سنة 1966 عن الجمعية الدولية لأمراض الكلى في بازل بسويسرا، كواحد من أشهر عشرة أطباء كلى في إفريقيا.
- أطلقت كلية طب جامعة عين شمس اسم محمد ناجي المحلاوي على المدرج الكبير بالكلية سنة 1978.[6]
- أُطلق اسمه على قسم الكلى الصناعية بمستشفيات جامعة عين شمس بعد وفاته سنة 1978.
- نشر اسمه المركز الدولى (البيوجرافى) في كامبريدج بإنجلترا في القاموس الدولى للسير بالطبعة السادسة عشر لسنة 1979.
- كرمته جامعة عين شمس عام 1977 بمناسبة اليوبيل الفضى للجامعة.
- أنشأت كلية طب عين شمس جائزة باسمه تُمنح سنويا لطالب البكالوريوس الأول في مادة الأمراض الباطنة العامة.
- كرمته نقابة الأطباء في يوم الطبيب (18 مارس) كواحد من رواد الطب في مصر، وذلك بعد وفاته.
- كرمت الجمعية المصرية لأمراض الكلى مؤسسها المحلاوي بعد وفاته عام 1999 في المؤتمر الثامن عشر للجمعية.
- كرمته جامعة عين شمس عام 2000 بمناسبة اليوبيل الذهبي للجامعة وذلك بعد وفاته.

## عضوية الجمعيات والهيئات العلمية
- عضو مجلس إدارة الجمعية الطبية المصرية
- رئيس الجمعية المصرية لأمراض الكلى
- عضو الجمعية الدولية لأمراض الكلى
- عضو مؤسس لجمعية الروماتيزم
- عضو الجمعية المصرية لأمراض القلب
- عضو مؤسس لجمعية الغدد الصماء
- عضو اتحاد كليات الطب الأفريقية
- عضو الجمعية الطبية الأمريكية بفينا
- عضو الجمعية الإكلينيكية بطب قصر العيني
- عضو الجمعية الإكلينيكية بطب عين شمس
- عضو المجمع العلمي المصري
- عضو اللجنة الصحية لمجلس الخدمات
- عضو الأمانة الفنية للمجلس الأعلى للعلوم منذ إنشائه
- عضو الهيئة الفنية للمجلس الأعلى للجامعات منذ إنشائه
- عضو لجنة العلوم والتكنولوجيا بالشعبة القومية لليونسكو
- عضو المجلس القومى للتعليم والبحث العلمى
- عضو الأكاديمية المصرية للعلوم
- اختير ـ بصفته الشخصية ـ عضوًا بتحاد كليات الطب الأفريقية
- اختير أمينًا للجنة قطاع الدراسات الطبية في المجالس القومية منذ إنشائها
- دعى للمشاركة في أنشطة الهيئة الصحية العالمية وخاصة في موضوعات التعليم الطبي
- عضو مؤسس ورئيس مركز التعليم الطبي
- أسند إليه تنظيم مؤتمر الهيئة الصحية العالمية عن دور التعليم الطبي في تنظيم الأسرة
- عضو بمجلس كلية طب الأزهر

## وفاته
توفي محمد ناجي المحلاوي في صباح يوم الجمعة 25 أغسطس 1978 م الموافق 21 رمضان عام 1398 هـ، على إثر نزيف بالمخ.